# Petar Čule

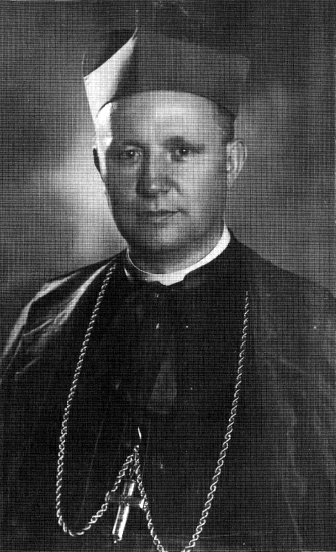

Petar Čule (* 18. Februar 1898 in Kruševo bei Mostar, heute Bosnien-Herzegowina; † 29. Juli 1985 in Mostar) war ein römisch-katholischer Geistlicher und Bischof von Mostar-Duvno sowie damit zugleich Apostolischer Administrator des Bistums Trebinje-Mrkan.

## Leben
Petar Čule besuchte ab 1909 acht Jahre lang das Gymnasium in Travnik. Die Matur erlangte Petar Čule im Jahre 1917. Das Theologiestudium absolvierte Čule von 1917 bis 1921 in Sarajevo. Am 20. Juni 1920 empfing er die Priesterweihe. Seine theologischen Studien setzte Čule zunächst in Löwen und dann in Innsbruck fort, wo er sein Doktorat im Fach Theologie erlangte. Ab 1926 war Petar Čule Archivar des Bischöflichen Ordinariat von Mostar-Duvno, ab 1929 Präfekt eines Theologenkonvikts. In dieser Zeit übernahm er zudem als Professor den Lehrauftrag am Gymnasium in Mostar.
Nach dem Tod des Bischofs Alojzije Mišić wurde Čule am 15. April 1942 zum Bischof von Mostar-Duvno ernannt. Die Bischofsweihe spendete ihm der Erzbischof von Vrhbosna, Ivan Šarić, am 4. Oktober 1942. Mitkonsekrator war der Erzbischof von Zagreb, Alojzije Stepinac. Der Weihe assistierte der Abt von Montevergine, Giuseppe Ramiro Marcone OSB.
Čules Bischofswappen zeigt eine Herz-Jesu-Darstellung über dem Wahrzeichen seiner Heimatstadt Mostar, der Alten Brücke. Sein Wahlspruch lautete Adveniat regnum tuum („Dein Reich komme“).
Während des kommunistischen Regimes Jugoslawiens nach dem Ende des Zweiten Weltkriegs prangerte Čule, der bereits gegen den sogenannten Unabhängigen Staat Kroatien aufgetreten war, auf der Bischofskonferenz in Zagreb vom 17. bis 21. September 1945 offen die Tötung von 28 Franziskanern durch die „Jugoslawische Volksbefreiungsarmee“ beim Massaker von Široki Brijeg an. Wegen der Kritik an der kommunistischen Herrschaft Jugoslawiens wurde Petar Čule in einem Schauprozess im April 1948 zu einer Gefängnishaft von insgesamt 11 Jahren verurteilt. Man unterstellte ihm dabei auch, kroatische Guerillagruppen, wie die um Vinko Škrobo, unterstützt zu haben, die dem kommunistischen Regime Jugoslawiens in den ersten Nachkriegsjahren bewaffneten Widerstand leisteten. Die Haft verbrachte Čule zunächst in Zenica, man beabsichtigte ihn mit weiteren Gefangenen 1951 nach Sremska Mitrovica zu verlegen. Dabei wurde Čule vorsätzlich mit weiteren Gefangenen von einem Zug erfasst und an beiden Beinen schwer verletzt. Unter Auflagen wurde Čule im Herbst 1955 aus der Haft entlassen. Anfang 1958 nahm er wieder seinen Dienst als Bischof von Mostar-Duvno und Apostolischer Administrator von Trebinje-Mrkan auf.
Čule nahm als Konzilsvater an allen vier Sitzungsperioden des Zweiten Vatikanischen Konzils teil. Nach insgesamt 30-jährigem Warten konnte er die 1980 vollendete Kathedrale von Mostar konsekrieren. Im Alter von 82 Jahren verzichtete er auf das Amt des Bischofs von Mostar-Duvno. Papst Johannes Paul II. ernannte ihn mit der Annahme des Rücktritts am 14. September 1980 in Würdigung seiner besonderen Verdienste zum Titularerzbischof pro hac vice von Giufi.
Petar Čule starb am 29. Juli 1985. Er wurde in der Krypta der Kathedrale zu Mostar beigesetzt.